# Monsanto Company
Monsanto Company (Монса́нто) — существовавшая в 1901—2018 годах американская компания, один из крупнейших производителей агрохимических и биоинженерных продуктов для сельского хозяйства: генетически модифицированных семян кукурузы, сои, хлопка, инсектицидов типа ДДТ. Наиболее коммерчески успешным продуктом Monsanto был гербицид глифосат, продававшийся под коммерческим наименованием Roundup («Раунда́п»).
Основанная Джоном Фрэнсисом Куини в 1901 году как чисто химическая компания, «Монсанто» развилась в концерн, специализирующийся на высоких технологиях в области сельского хозяйства. Ключевым моментом в этой трансформации стал 1996 год, когда «Монсанто» выпустила на рынок первые генномодифицированные сельскохозяйственные культуры: трансгенную сою с новым признаком «Раунда́п Рэ́ди» (Roundup Ready, RR) и хлопок «Боллгард» (Bollgard), устойчивый к насекомым. Компания активно занимается лоббированием в правительстве США, затрачивая миллионы долларов ежегодно. Например, в конце 1980-х — начале 1990-х она пролоббировала в Министерстве сельского хозяйства США для применяемых в пищу генномодифицированных продуктов такие же регуляционные правила, какие действовали для новых сортов, полученных классической селекцией. Успех этих и последовавших за ними аналогичных продуктов на сельскохозяйственном рынке США стимулировал компанию переориентироваться с традиционной химии и фармакохимии на производство новых сортов семян.
Roundup — торговая марка гербицида под названием глифосат, который был изобретён «Монсанто» и выпущен на рынок в начале 1970-х годов. В июне 2020 года Bayer согласилась выплатить 10 млрд $ всем пострадавшим от производимого им гербицида Round up. Против компании было подано более 120 000 исков.
В марте 2005 года «Монсанто» приобрела крупнейшую семеноводческую компанию Seminis, специализирующуюся на производстве семян овощей и фруктов, в 2007—2008 годах поглотила 50 компаний — производителей семян по всему миру, после чего подверглась жёсткой критике со стороны общества. Обществом и СМИ компании предъявляются обвинения в биопиратстве и создании угрозы биоразнообразию планеты. В 2018 году Monsanto была поглощена немецкой компанией Bayer.

## История
«Монсанто» была основана Джоном Фрэнсисом Куи́ни в 1901 году, ветераном фармацевтической промышленности с 30-летним стажем. Использовав собственные средства как стартовый капитал, он начал с производства сахарина и назвал компанию по девичьей фамилии своей жены (Monsanto).
Начав с успешных продаж сахарина «Кока-коле», Куини быстро освоил производство других нужных ей ингредиентов, таких как кофеин и ванилин, и через короткое время стал её основным поставщиком. За этим последовало расширение производства в область фармацевтики (аспирин и салициловая кислота) и производства резины.

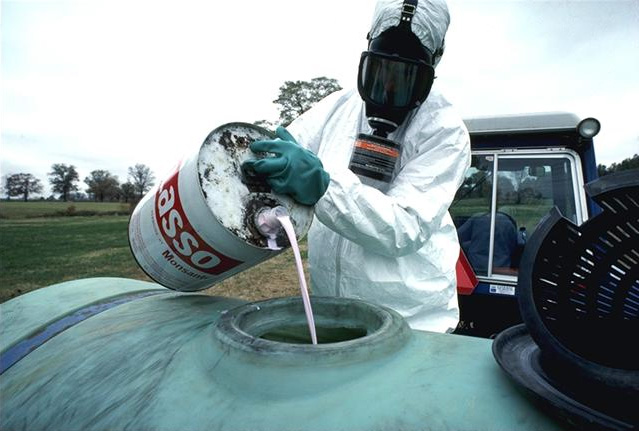
Химикаты

В 1928 году управление компанией переходит к сыну основателя, Эдгару Монсанто Куини.
В 1940-е годы «Монсанто» становится лидирующим производителем пластика (включая полистирол) и синтетических волокон. С этого момента она всегда входила в первую десятку ведущих химических компаний США. Во время Второй мировой войны компания входила в число подрядчиков вооруженных сил США: фабрика «Монсанто» в восточном Сент-Луисе входила в число предприятий, производивших по государственному заказу импрегнит — инсектицидную пропитку для брезента и одежды.
Среди других продуктов компании были подсластитель аспартам (под торговым названием «NutraSweet»), бычий соматотропин (rBST), а также полихлорированные бифенилы (англ. Polychlorinated biphenyl, PCB) и печально известный «Агент Оранж» (содержавший гербицид 2,4,5-T с примесью диоксинов).
В 1960-е годы «Монсанто» была лидирующим производителем «Агента Оранж», применявшегося для дефолиации растительности во время войны во Вьетнаме. За это компании пришлось выплатить компенсации ветеранам Вьетнамской войны в 1984 году. По сообщениям Вьетнамского общества пострадавших от диоксина, из трёх миллионов вьетнамцев, подвергшихся отравлению диоксинами, к 2008 году около миллиона человек в возрасте до 18 лет стали наследственными инвалидами. Вьетнамцам было отказано в выплатах компенсации. Завод компании располагался в городе Анистон, и в конце 1960-х являлся крупнейшим заводом США по производству полихлорированных бифенилов, на протяжении 40 лет завод осознанно сбрасывал токсичные отходы в реку, текущую через город, что повлекло массовые смерти в городе. В 2002 году суд обязал Монсанто выплатить 700 миллионов долларов компенсации семьям погибших и на лечение умирающих жителей, под иском стояли подписи 20 000 жителей города.,.
В 1954 году совместно с немецким химическим гигантом «Bayer» наладила производство полиуретанов в США.
В 1960 запустила первый завод по производству синтетической уксусной кислоты каталитическим карбонилированием метанола. Процесс сейчас широко известен под названием «Monsanto acetic acid process» и является главным коммерческим способом получения уксусной кислоты (более 50 % мирового производства уксусной кислоты).
Во второй половине XX века «Монсанто» производила химические материалы для боевых частей ядерных боеприпасов.
В 1982 году группа исследователей «Монсанто» (Robb Fraley, Robert Horsch, Ernest Jaworski, Stephen Rogers) впервые в истории осуществила генетическую трансформацию растений, за что они в 1998 году получили Национальную медаль США за технологию.
В 1987 году «Монсанто» провела первые полевые испытания генетически модифицированных растений.
В 1994 году компания получила разрешения на первый биотехнологический продукт на территории США для использования в молочном животноводстве — трансгенный бычий гормон роста (rBGH), на рынке под брендом Posilac. Позже от применения гормона отказались многие компании. Он был запрещен на рынках Канады, Австралии, Новой Зеландии, Японии, Израиля и всех странах Европейского союза.
В 1996 году впервые в мире вышла на рынок с семенами генетически модифицированных важнейших сельскохозяйственных культур — сои и хлопчатника.
В период с 1996 по 2002, с помощью серии поглощений более мелких биотехнологических (Agracetus, Calgene) и семенных компаний («Asgrow», «Dekalb»), а также отделения химического бизнеса (Solutia), «Монсанто» превратилась из гиганта химической промышленности в пионера зарождающейся индустрии сельскохозяйственной биотехнологии.
В 2003 году компания объявила о банкротстве дочерней компании «Solutia».
В 2004 году компанией был создан холдинг «American Seeds» для ведения бизнеса, связанного с семенами кукурузы и сои.
В 2005 году Monsanto, пытавшаяся посеять в Индонезии генетически модифицированный хлопок, была оштрафована на 1,5 млн долларов за взятку высокопоставленному сотруднику министерства экологии Индонезии. Также Monsanto призналась в даче взяток другим высокопоставленным чиновникам в период с 1997 по 2002 год.
В июне 2007 года «Монсанто» поглотила «Delta and Pine Land», ведущую компанию США, специализирующуюся на производстве семян хлопчатника. Первые обвинения от конкурентов Монсанто в создании монополии в сфере семеноводства.
В 2008 году «Монсанто» приобрела нидерландскую семенную компанию «Де Ройтерс» (De Ruiter Seeds), всего за 2007—2008 годы было скуплено 50 компаний по производству семян во всем мире. Продажа бизнеса по производству гормона Posilac.
В июне 2018 года завершена сделка по продаже 100 % акций Monsanto немецкой Bayer, в связи с чем произведен делистинг с Нью-Йоркской фондовой биржи. Стоимость слияния составила $63,5 млрд.

## Руководство
Хью Грант — главный управляющий.
Карл Касале — финансовый директор.
Робб Фрейли — директор по технологиям.

## Акционеры
Крупнейшие владельцы акций Monsanto Company на 2016 год :
- The Vanguard Group, Inc. — (6,95 %)
- SSgA Funds Management, Inc. — (4,22 %)
- Fidelity Management & Research Company — (3,79 %)
- MFS Investment Management K.K. — (3,40 %)
- Capital Research Global Investors — (3,07 %)
- BlackRock Fund Advisors — (2,89 %)
- BlackRock Institutional Trust Company, N.A. — (2,56 %)
- Capital International Investors — (1,87 %)
- Northern Trust Investments N.A. — (1,45 %)
- Mellon Capital Management Corporation — (1,40 %)
- TIAA-CREF Investment Management, LLC — (1,06 %)
- State Street Global Advisors (Australia) Limited — (1,02 %)
- BlackRock Group Limited — (0,90 %)
- Bank of America Merrill Lynch & Co. — (0,80 %)
- Morgan Stanley Smith Barney LLC — (0,65 %)
- Wellington Management Company, LLP — (0,60 %)
- Wells Fargo Advisors, LLC — (0,53 %)
- Invesco Advisers, Inc. — (0,45 %)
- T. Rowe Price Associates, Inc. — (0,40 %)
- Goldman Sachs Asset Management, L.P. — (0,36 %)

## Генноинженерные технологии, используемые Monsanto
- Трансформация с помощью агробактерий. В конце XX века учёные пришли к пониманию того, что геномы живых организмов довольно непостоянны, и процесс обмена генетической информацией в эволюции — скорее правило, чем исключение. Прорыв в генетической инженерии растений случился в 1977 году, когда было обнаружено что почвенные бактерии из рода Agrobacterium способны переносить свою ДНК в геномы многих растений. Бактерии приспособились делать это для того, чтобы перепрограммировать геном растительных клеток на производство доступных только этим бактериям питательных веществ. По мере того как в начале 1980-х годов механизм переноса ДНК становился всё более понятен, учёные научились его модифицировать, так что вместо «полезных бактериям» генов они стали переносить «полезные людям» гены, которые стабильно наследуются по законам классической генетики. Этот метод получил название агробактериальной трансформации и на сегодня является наиболее распространённым методом трансформации двудольных растений.
- Генная пушка. В 1988 году был предложен другой метод, пригодный для генетической трансформации большинства организмов, включая растения. Он основывается на механическом переносе ДНК сорбированной на микрочастицах твёрдого вещества (изначально золота), которые разгоняются до высоких скоростей с помощью генной пушки и выстреливаются в ткани трансформируемого организма. Попадая в клетки, чужеродная ДНК встраивается в хромосомы случайным образом и также наследуется по законам классической генетики. Этим методом удобно трансформировать растения, которые плохо поддаются агробактериальной трансформации. Например, RR-соя, доминирующая сегодня на рынке ГМ-растений, была получена этим методом в компании Agracetus[англ.] в 1988 году, когда агробактериальная трансформация этой культуры была ещё плохо налажена.
- Устойчивость к гербицидам. RR-растения в большинстве случаев содержат полную копию гена енолпирувилшикиматфосфат синтетазы (EPSPS или EPSP synthase) из почвенной бактерии Agrobacterium sp. strain CP4, но иногда и мутантные копии из других растений. RR-рапс (canola) содержит ген глифосат-оксидазы, которая разрушает активное начало гербицида Roundup.
- Устойчивость к насекомым. Второе направление модификаций — получение культур, обладающих устойчивостью к негативному воздействию вредных насекомых. На сегодня такая устойчивость достигается единственным способом — внедрением генов из другой почвенной бактерии Bacillus thuringiensis (Bt). Такие растения часто называют по первым буквам латинского названия этой бактерии (Bt-кукуруза, Bt-хлопок). Используемые гены Bt кодируют белки, которые токсичны для насекомых-вредителей, но совершенно безвредны для млекопитающих и человека.

## Основные продукты

### Хронология разработки и производства
1973 год — гербицид «Раундап». Патент на «Раундап» истёк в 2000 году, и с тех пор доля «Монсанто» в мировом производстве глифосата неуклонно падает.
1996 год — RR-соя с признаком «Раундап Рэди», придающим устойчивость к гербициду «Раундап».
1996 год — «Боллгард» (Bollgard), Bt-хлопчатник устойчивый к табачной листовёртке (tobacco budworm) и к хлопковой совке (bollworm), что существенно сокращает потребности в пестицидах.
1997 год — RR-хлопчатник, а также несколько сортов, содержащих одновременно признаки «Раундап Рэди» и «Боллгард».
1998 год — RR-кукуруза.
2003 год — «Йилдгард Рутворм» (YieldGard Rootworm), Bt-кукуруза устойчивая к нематодам.
2005 год — «Раундап Рэди Флекс» (Roundup Ready Flex), 2-е поколение устойчивого к гербициду хлопчатника, позволяющее расширить окно применения «Раундапа».
2006 год — «Ви́стив» (Vistive), соя с пониженным содержанием линоленовой кислоты (С18:3), выведенная методами классической генетики для того чтобы помочь пищевой индустрии в удалении из пищи вредных трансжиров.
2009 год — второе поколение RR-сои (RR2Yield), устойчивой к гербициду «Раундап» и обладающей повышенной урожайностью (в среднем на 7 % выше по сравнению с первым поколением).
2010 год — «СмартСтакс» (SmartStax), кукуруза, несущая в себе 8 трансгенных признаков, включая устойчивость к гербицидам и различным вредителям. Разработана совместно с компанией Dow Agrosciences (дочерняя структура Dow Chemical).

### Продукция сельскохозяйственного назначения
В марте 2010 года Европейская комиссия одобрила пять генетически модифицированных продуктов, отметив при этом, что может отдать странам-членам Евросоюза право самим решать, хотят ли они выращивать у себя растения с изменённым генетическим кодом. В числе этих продуктов — три сорта кукурузы «Монсанто» и картофель сорта «Амфлора», разработанный германским химическим концерном BASF. Ожидалось, что уже весной 2010 года картофель начнут сажать в Чехии и Германии, а в последующие годы — в Швеции и Голландии.
Единственной другой трансгенной культурой, выращиваемой в коммерческих целях в Европе, является Bt-кукуруза «Монсанто» сорта MON 810, которая была одобрена ещё в 1998 году. Она выращивается в пяти странах — Испании, Чехии, Румынии, Португалии и Словакии.
В России были попытки внедрить трансгенный картофель, технологию на который «Монсанто» безвозмездно передала в центр «Биоинженерия» Российской Академии наук в 2000 году. ГМ-картофель был одобрен для употребления в пищу Институтом питания и получил свидетельство о государственной регистрации. Однако разрешения на его выращивание получено не было.

### Военная продукция
Вторая мировая война стала важной вехой в капитализации и расширении финансово-промышленной базы компании. С 1941 по 1942 гг., компания перестроилась на производство военной продукции, которая составляла 90 % от объёма производимой продукции. За время Второй мировой войны «Монсанто» получила около 2 % всех бюджетных средств, выделенных Правительством США на нужды военной промышленности. На строительство, оснащение производственным оборудованием и запуск в работу Соджейского химического завода (East St. Louis CWS Plant) компании, по контракту с Управлением химических войск Армии США (УХВ) для производства химоружия, из федерального бюджета было выделено $5 758 613. Такого рода протекционизм со стороны государственно-монополистического комплекса объяснялся довольно просто: представители корпоративного менеджмента «Монсанто» занимали высокие посты в федеральных структурах. Исполнительный вице-президент компании, бывший офицер ВМС США Чарльз Белкнап, одновременно с выполнением своих корпоративных функций занимал пост члена Консультативного комитета химических войск (Chemical Advisory Committee) Военного министерства США, что способствовало решению вопросов, связанных с получением бюджетных ассигнаций. Размах и объёмы производства (а с ними и нагрузка на федеральный бюджет) были таковы, что привели к переполнению имеющихся складов, оборудованных для хранения такого рода средств ведения войны и готовых принять избыточную продукцию. С лета 1944 года корпоративный менеджмент «Монсанто» совместно с руководством других крупных подрядчиков военных заказов и вместе с военно-политическим руководством страны уже разрабатывали планы по постепенному сворачиванию производства химоружия и БОВ и переходу к выпуску продукции гражданского назначения по мере окончания военных действий. Не менее важной для дальнейшего развития капиталов компании стала Холодная война, в ходе которой «Монсанто» диверсифицировала линейку выпускаемой продукции за счёт перехода к производству химических элементов ядерных боеприпасов и не была так жёстко привязана к срокам выполнения заказов, как в ходе минувшей войны.

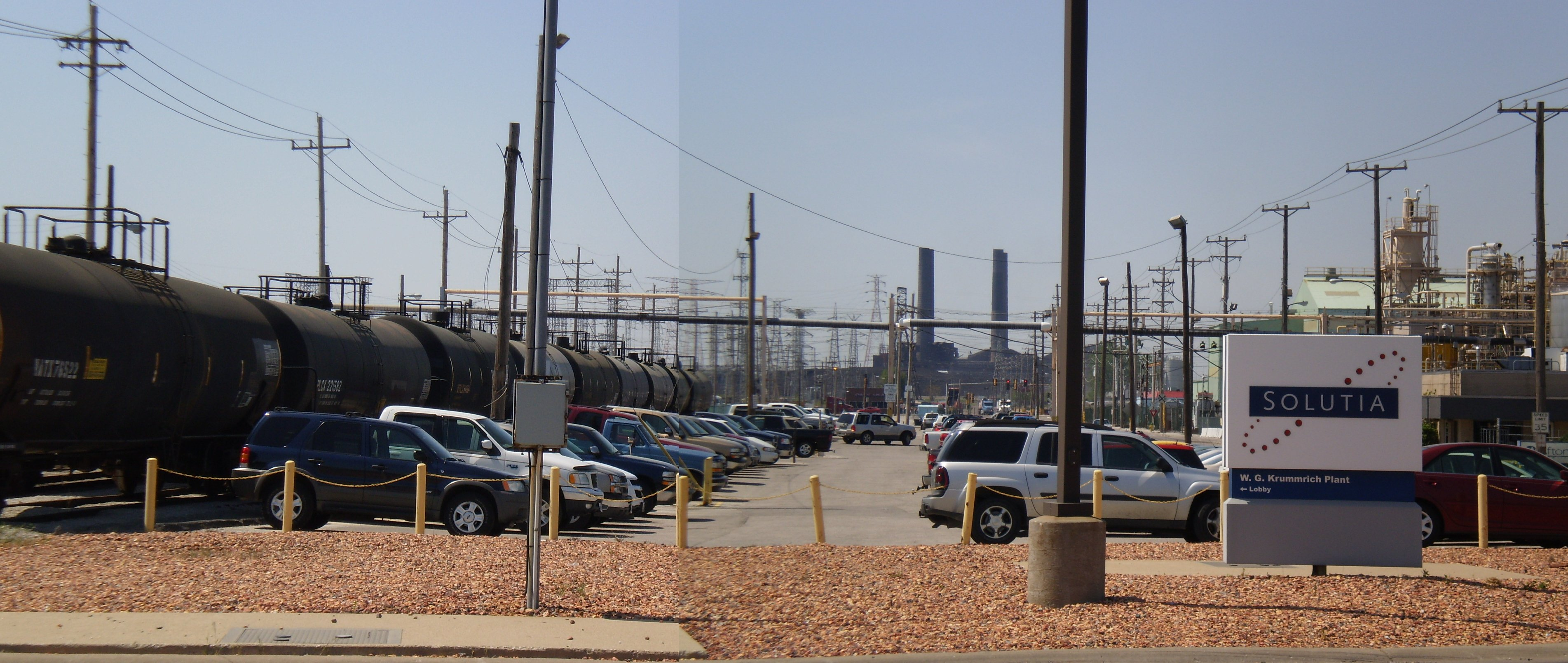
Соджейский химический завод в Монсанто-Виллидж, пригороде Ист-Сент-Луиса, был одним из крупнейших производителей боевых отравляющих веществ и средств защиты от них

Боевые отравляющие вещества (БОВ) и химоружие
- Фосген, исходно синтезировавшийся как побочный продукт производства фосфатных удобрений на заводах «Монсанто», привлёк внимание УХВ, которое заключило с компанией крупный контракт на закупку указанного БОВ и распорядилось организовать его производство в промышленных масштабах, для чего компанией были созданы два специальных завода по производству монооксида углерода (необходимого компонента для получения оксид-дихлорид углерода, то есть фосгена). Построенный в 1944 году Дакриверский химический завод (Duck River CWS Plant) близ Колумбии, штат Теннесси, строительство которого началось в мае 1944 года, уже в феврале 1945 года выпустил первую партию смертоносного вещества,[23] а вскоре после запуска в линию выдавал 36 тонн порошкообразного фосгена в сутки. За два месяца были созданы значительные запасы фосгена, превышавшие возможности Департамента армии США по организации его складского хранения, в связи с чем в апреле того же года производство было прекращено;[24]
- Белый фосфор для снаряжения фосфорных боеприпасов поставлялся «Монсанто» на склады УХВ с апреля 1943 по апрель 1946 года с Дакриверского химического завода. При производстве белого фосфора, в целях оптимизации бюджетных расходов, подрядчики подбирались по соответствию двум условиям: во-первых, географической близости к залежам фосфатных руд, во-вторых, наличия дешёвых источников электроэнергии, что и предопределило выбор «Монсанто» в качестве подрядчика, с завода которого оснащались белым фосфором три арсенала УХВ;[25]

Дефолианты военного назначения

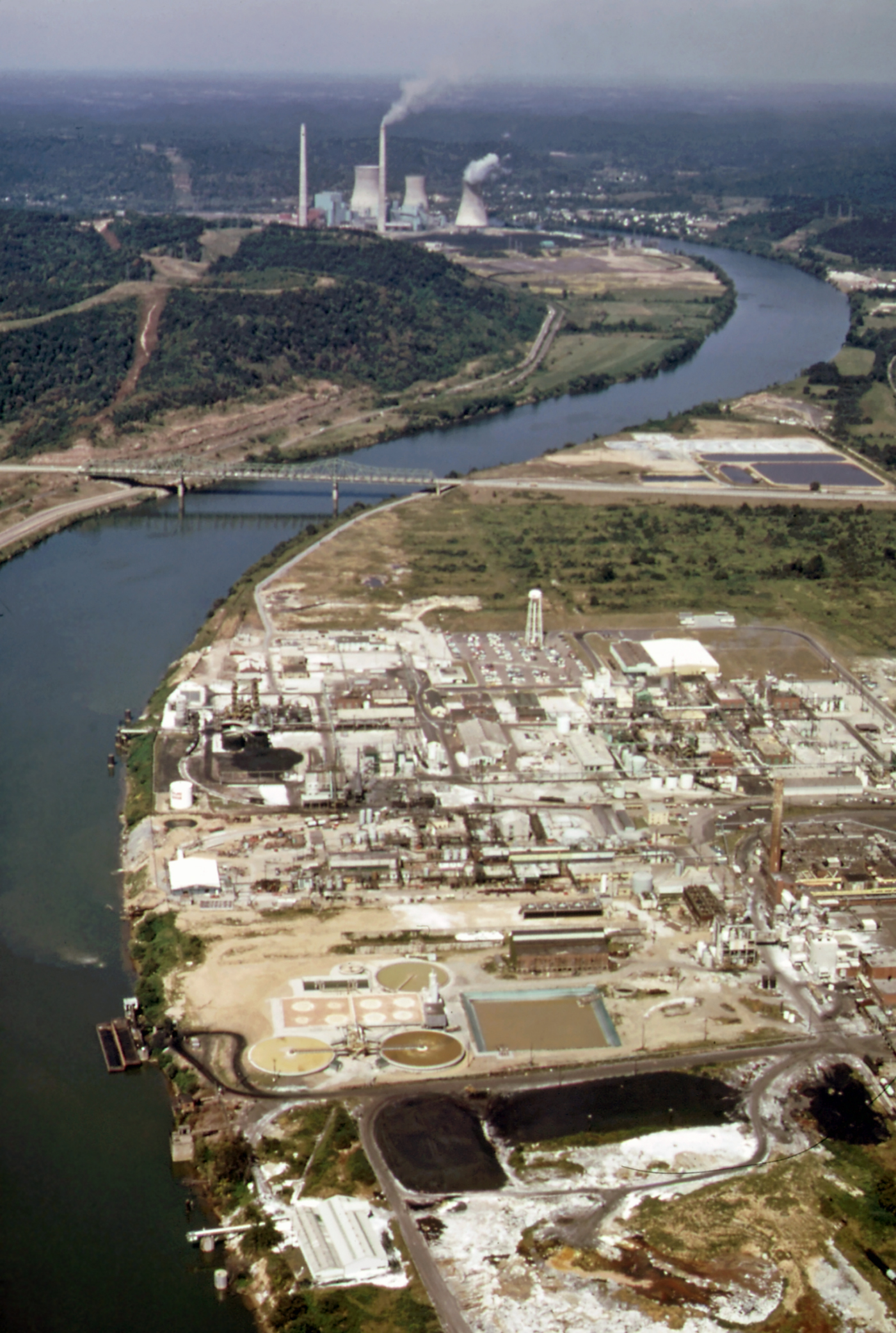
Завод на реке Канова занимался производством дефолианта известного как «эйджент орандж», активно применявшегося США в ходе Второй Индокитайской войны во Вьетнаме, Камбодже, Лаосе и Таиланде

В рамках экологического компонента войны США против Вьетнама как одного из этапов Второй Индокитайской войны, американским военным командованием планомерно уничтожались вечнозеленые дождевые тропические леса и густые заросли на территории оккупированного ими Южного Вьетнама и целого ряда стран Индокитайского полуострова, граничащих с Вьетнамом под предлогом того, что они могут быть использованы местными партизанами и повстанцами в качестве естественного укрытия от американской бомбардировочной и штурмовой авиации (при том, что Таиланд, где американцами так же проводился комплекс мер по уничтожению местных лесов и растительности не имеет общей границы с Вьетнамом, между ними находится Лаос). Для этих целей активно применялась гербицидно-дефолиантная смесь под названием «эйджент орандж», распылявшаяся со специально оборудованных для этих целей американских военно-транспортных самолётов. Производством указанного химиката занимался Нитроский химический завод в городе Нитро, штат Западная Виргиния, приобретённый «Монсанто» в 1929 году у компании «Раббер Сёрвис Лабораториз», который сам по себе являлся объектом повышенной опасности для трудоустроенного там персонала, стабильно демонстрируя высокие показатели смертности среди рабочих и местных жителей (проведённые по заказу «Монсанто» и опубликованные в 1980-е гг. исследования американских учёных показали «отсутствие явного увеличения общей смертности» среди рабочих на опасном производстве, но позже выяснилось, что результаты исследований были «подкорректированы» по распоряжению руководства компании). По итогам проводившихся мероприятий по обезлесению стран субрегиона Большого Меконга, по данным нобелевского лауреата О. А. Санчеса, указанные страны суммарно утратили 1⁄3 от общей площади произрастающих на их территории лесов (если брать Вьетнам отдельно, то показатель обезлесения в результате применения американцами дефолиантов и других средств составляет 4⁄5 от исходной площади лесов, одна треть территории страны после её воссоединения и эвакуации американского военного контингента не пригодна для жизни и ведения хозяйства). Только над территорией Южного Вьетнама американцами было распылено 50 миллионов литров «эйджент орандж».
Деактивирующие и дегазационные средства
- В 1940 году делались попытки наладить на заводах «Монсанто» производство дихлорамина-Т в виде защитной мази (в соответствии с номенклатурой УХВ — M1, M2, M3 и M4 соответственно), однако, проблема получения требуемого объёма триацетина, компонента необходимого для синтеза данного вещества, выявила, что его промышленное изготовление при существующих технологиях производства коммерчески невыгодно, в связи с чем производство было остановлено;[29] Кроме того, в марте 1942 года УХВ заключило контракты на производство импрегнита (CC-2), средства химзащиты, которым пропитывают обычное полевое обмундирование, в результате чего оно становится менее проницаемым для паров иприта[30]. Поначалу, Соджейский химический завод «Монсанто» близ Ист-Сент-Луиса, штат Иллинойс, и Мидлендский химзавод «Доу Кемикел» в Мидленде, штат Мичиган, которым доверили выполнение госконтракта, не обеспечивали выполнения производственного плана, однако, к осени 1942 года они уже выдавали по пять тонн импрегнита в сутки каждый;[31]

Ядерное оружие

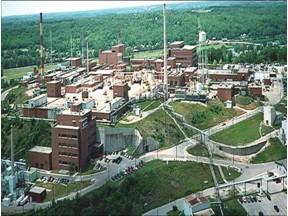
Промзона Маундского производственного учреждения, на котором изготавливались детонаторы для ядерных боеприпасов

- Детонаторы ядерных боевых частей, инициирующие цепную реакцию и другие части ядерного оружия для ракетно-бомбового арсенала США, собирались «Монсанто» на базе Маундского научно-производственного учреждения[англ.] в Майамисберге, штат Огайо,[32][33] которое было запущено в работу в 1948 году и где вскоре было налажено массовое производство указанных изделий[34]. Кроме производства компонентов ядерных БЧ, учреждение занималось извлечением для повторного использования трития из боевых частей, срок хранения которых истёк, либо которые были сняты с вооружения[35]. По состоянию на 1985 год, оно входило в число семи головных учреждений по производству ядерных боевых частей[36]

Исследования военной тематики
Лабораторными подразделениями «Монсанто» велись разнообразные научно-исследовательские и опытно-конструкторские работы (НИОКР) военной тематики, в частности, на разработку высокопрочных композитных материалов для нужд флота, а также топливные системы на кислородном или водородном топливе для глубоководного поискового аппарата, создававшегося корпорацией «Локхид» так же по заказу флота.

## Конкуренция
Монсанто известна тем, что защищает свои модификации живых организмов с помощью патентов.
В 1999 году компания объявила о своём решении не использовать «терминирующие» технологии, предотвращающие всход семян, полученных от урожая из её ГМ-семян. Хотя Монсанто утверждала, что не собиралась использовать данные технологии в Индии, были случаи атак фермерами полей, где Монсанто предположительно тестировала свои продукты.
Вместо этих технологий она запрещает сохранять полученные от выращивания из её семян растений семена с помощью соглашений. В частности, компания не продает семена фермерам, а лицензирует их.

## Критика

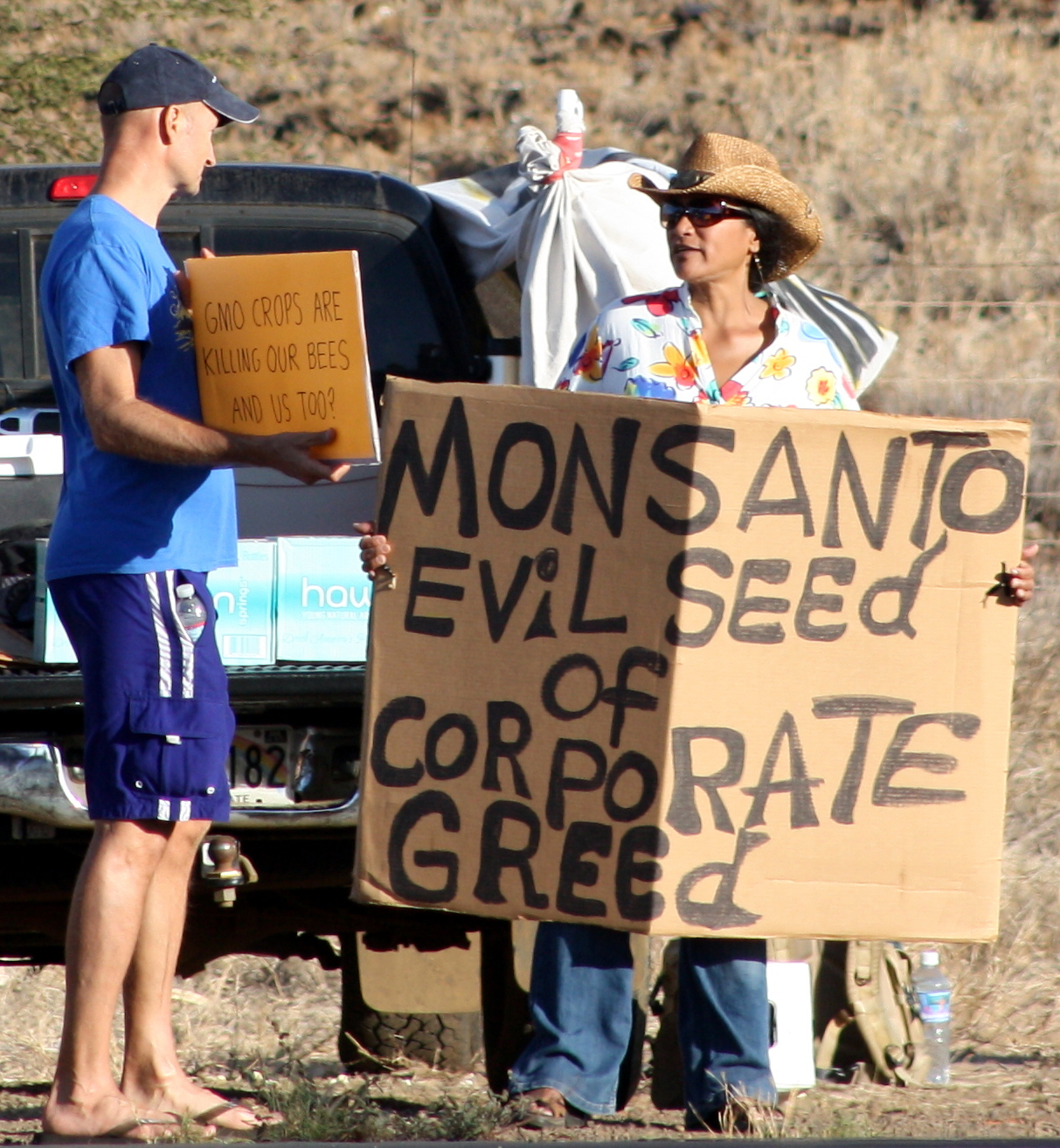
Акции протеста

«Монсанто» — постоянный объект критики противников генетически модифицированных организмов, несмотря на то, что результаты многолетних исследований безопасности производимых компанией продуктов не показали опасность пищи на основе ГМО для животных и человека.
Против политики компании часто проходят акции протестов с участием активистов со всего мира. Так, 25 мая 2013 года по всему миру прошли акции протестов против компании Монсанто и их ГМО-продуктов. Протесты проходили в 436 городах и 52 странах с участием двух миллионов человек. В Москве организатором марша выступила ОАГБ (Общенациональная Ассоциация генетической безопасности) во главе с Шаройкиной Е. А.. В мае 2014 года подобные протесты повторились.
Компания также смогла запатентовать сорт зерна, выведенный без её участия.
В 2015 году международное агентство по изучению рака опубликовало доклад с результатами исследования вещества глифосат (также известного как «раундап»), применяемого во всём мире в качестве гербицида. Результаты исследований показали, что данное вещество было обнаружено в более чем 700 различных продуктах питания, в том числе и в хлебе. Проводимые с 2001 года исследования над животными показали, что глифосат вызывает мутации ДНК и повреждение хромосом, увеличивая вероятность возникновения рака у испытуемых мышей. Компания Монсанто опровергает подобные опасения и утверждает, что при правильном использовании данного гербицида он безопасен для здоровья людей.
В США были поданы иски от людей, которые считают, что заболели неходжкинской лимфомой в результате контакта с глифосатом. В ходе судебного расследования выяснилось, что Монсанто (корпорация, разработавшая глифосат), а также сотрудничающий с ней чиновник Агентства по охране окружающей среды США старались противодействовать исследованиям канцерогенности соединения. Также обнародованные документы содержат сведения о возможном фальсифицированном исследовании, заказанном корпорацией. В феврале 2018 года организации Авааз была вручена повестка (Архивная копия от 19 февраля 2018 на Wayback Machine) от имени компании Монсанто, содержащая требование выдачи личной информации по членам Авааз, которые подписывали петиции, направленные на ограничение деятельности Монсанто.